# Tomorrow Today
Tomorrow Today è il dodicesimo album in studio del cantante statunitense Al Jarreau, pubblicato il 7 marzo 2000 dalla GRP Records.

## Tracce
1. Just to Be Loved – 4:18 (Bill Champlin, Greg Mathieson, Al Jarreau)
2. Let Me Love You – 4:41 (John Stoddart, Paul Brown)
3. In My Music – 4:05 (Paul Brown, David Woods)
4. Through It All – 4:30 (Paul Brown, Steve Harvey)
5. Tomorrow Today – 4:41 (Al Jarreau, Fred Ravel)
6. Flame – 5:31 (Andrew Ford, Al Jarreau)
7. Something That You Said – 5:57 (Al Jarreau, Joe Zawinul)
8. Last Night – 3:48 (Steve Dubin, Andrea Martin)
9. God's Gift to the World (con Vanessa Williams) – 4:28 (Mike Himelstein, Terry Sampson)
10. It's How You Say It – 4:45 (Barry J. Eastmond, Al Jarreau)
11. Puddit – 2:44 (Al Jarreau, Joe Sample)

## Classifiche
| Classifica (2000) | Posizione massima |
| ----------------- | ----------------- |
| Germania          | 28                |
| Paesi Bassi       | 93                |
| Stati Uniti       | 137               |
| Svizzera          | 76                |